# راؤول دياز أرسي
راؤول دياز ارسي (بالإسبانية: Raúl Díaz Arce)‏ هو لاعب كرة قدم ومدرب كرة قدم سلفادوري في مركز الهجوم، ولد في 1 فبراير 1970 في سان ميغيل في السلفادور. شارك مع منتخب السلفادور لكرة القدم. أما مع النوادي، فقد لعب مع تامبا باي موتيني وتشارلستون بيتري ودي.سي. يونايتد وسان خوسيه إيرثكويكس وكولورادو رابيدز ونادي أكويلا ونيو إنجلاند ريفولوشن.

## وصلات خارجية
- راؤول دياز ارسي على موقع الاتحاد الدولي (مؤرشف)  (الإنجليزية)
- راؤول دياز ارسي على موقع الدوري الأمريكي (الإنجليزية)
- راؤول دياز ارسي على موقع قاعدة بيانات كرة القدم.إي يو (الإنجليزية)
- راؤول دياز ارسي على موقع ناشيونال فوتبول تيمز (الإنجليزية)